# Užubalių apylinkės
Užubalių apylinkės este o arie protejată (sit de importanță comunitară — SCI) din Lituania întinsă pe o suprafață de 63,12 ha, integral pe uscat.

## Localizare
Centrul sitului Užubalių apylinkės este situat la coordonatele 56°13′30″N 24°39′15″E / 56.2249°N 24.6542°E.

## Înființare
Situl Užubalių apylinkės a fost declarat sit de importanță comunitară în decembrie 2020 pentru a proteja 1 specie de animale.

## Biodiversitate
Situată în ecoregiunea boreală, aria protejată conține 1 habitat natural: Păduri caducifoliate de mlaștină fino-scandinave.
La baza desemnării sitului se află o specie protejată de  nevertebrate: libelule (Leucorrhinia pectoralis).